# Conjoint du Premier ministre israélien
Le conjoint du Premier ministre israélien est le mari ou la femme du Premier ministre d'Israël. Il assiste le Premier ministre dans ses fonctions cérémonielles. La femme du Premier ministre actuel, Benyamin Netanyahou, est Sara Netanyahou.

## Liste
| No  | Portrait                      | Identité                                            | Période           | Période           | Durée                      |
| No  | Portrait                      | Identité                                            | Début             | Fin               | Durée                      |
| --- | ----------------------------- | --------------------------------------------------- | ----------------- | ----------------- | -------------------------- |
| 1   | Paula Ben Gourion en 1955.    | Paula Ben Gourion (he) פולה בן-גוריון (1892 - 1968) | 17 mai 1948       | 26 janvier 1954   | 5 ans, 8 mois et 9 jours   |
| 2   | Tzippora Sharett              | Tzippora Sharett (en) (he) צפורה שרת (1896 - 1973)  | 26 janvier 1954   | 11 mars 1955      | 1 an, 1 mois et 13 jours   |
| (1) | Paula Ben Gourion en 1955.    | Paula Ben Gourion (he) פולה בן-גוריון (1892 - 1968) | 3 novembre 1955   | 26 juin 1963      | 7 ans, 7 mois et 23 jours  |
| 3   | Miriam Eshkol                 | Miriam Eshkol (he) מרים אשכול (1929 - 2016)         | 26 juin 1963      | 26 février 1969   | 5 ans et 8 mois            |
|     |                               | Vacant                                              | 26 février 1969   | 3 juin 1974       | 5 ans, 3 mois et 8 jours   |
| 4   | Leah Rabin                    | Leah Rabin (he) לאה רבין (1928 - 2000)              | 3 juin 1974       | 20 juin 1977      | 3 ans et 17 jours          |
| 5   | Aliza Begin                   | Aliza Begin (en) (he) עליזה בגין (1920 - 1982)      | 20 juin 1977      | 13 novembre 1982  | 5 ans, 4 mois et 24 jours  |
|     |                               | Vacant                                              | 13 novembre 1982  | 10 octobre 1983   | 10 mois et 27 jours        |
| 6   | Shulamit Shamir               | Shulamit Shamir (en) (he) שולמית שמיר (1923 - 2011) | 10 octobre 1983   | 13 septembre 1984 | 11 mois et 3 jours         |
| 7   | Sonia Peres                   | Sonia Peres (en) (he) סוניה פרס (1923 - 2011)       | 13 septembre 1984 | 20 octobre 1986   | 2 ans, 1 mois et 7 jours   |
| (6) | Shulamit Shamir               | Shulamit Shamir (en) (he) שולמית שמיר (1923 - 2011) | 20 octobre 1986   | 13 juillet 1992   | 5 ans, 8 mois et 23 jours  |
| (4) | Leah Rabin                    | Leah Rabin (he) לאה רבין (1928 - 2000)              | 13 juillet 1992   | 4 novembre 1995   | 3 ans, 3 mois et 22 jours  |
| (7) | Sonia Peres                   | Sonia Peres (en) (he) סוניה פרס (1923 - 2011)       | 4 novembre 1995   | 18 juin 1996      | 7 mois et 14 jours         |
| 8   | Sara Netanyahou, 14 mai 2018. | Sara Netanyahou (he) שרה נתניהו (née en 1958)       | 18 juin 1996      | 6 juillet 1999    | 3 ans et 18 jours          |
| 9   | Nava Barak, 21 mai 2018.      | Nava Barak (en) (he) נאוה ברק-זינגר (née en 1947)   | 6 juillet 1999    | 7 mars 2001       | 1 an, 8 mois et 1 jour     |
|     |                               | Vacant                                              | 7 mars 2001       | 4 janvier 2006    | 4 ans, 9 mois et 28 jours  |
| 10  | Aliza Olmert                  | Aliza Olmert (en) (he) עליזה אולמרט (née en 1946)   | 4 janvier 2006    | 31 mars 2009      | 3 ans, 2 mois et 27 jours  |
| (8) | Sara Netanyahou, 14 mai 2018. | Sara Netanyahou (he) שרה נתניהו (née en 1958)       | 31 mars 2009      | En cours          | 15 ans, 11 mois et 6 jours |